# Янош Боттян
Янош Боттян, известный также как Слепой Боттян (венг. János Bottyán; 1643, Эстергом, Османская Венгрия — 27 сентября 1709) — венгерский военачальник, генерал вооружённых сил антигабсбургских мятежников — куруцев с 1704 по 1709 год.

## Биография
Родился в небогатой семье протестантского вероисповедания. Участник борьбы против Османской империи. В 1686 году Янош Боттян (впоследствии Слепой Боттян), у г. Жамбек уничтожил большой турецкий кавалерийский отряд, который следовал из Фехервара в Буду. Принимал участие в освобождении от турок г. Буды.
В 1704 году во время восстания Ф. Ракоци за независимость против Габсбургов стал генералом. Из 26 генералов куруцкой армии было 8 графов, 7 баронов, 10 дворян и только один Янош Боттян был из народа, но он получил высокий чин ещё в австрийской армии, отличившись в борьбе с турками.
В июле 1706 г. вёл военные действия и куруцким войскам под его командованием пришлось вести тяжелые бои, чтобы удержать Задунайский край. В конце 1706 г. куруцы совершили удачный поход в Трансильванию и она вновь была очищена от австрийских войск. Весной 1707 г. туда отправился сам Ференц Ракоци и в торжественной обстановке вступил на престол Трансильванского княжества.
Успехи, достигнутые в ходе боев, привели к фактическому отделению Венгрии от Австрии, к восстановлению независимости Венгерского государства.